# Jakob Heine
Jakob (o Jacob) Heine (Lauterbach, 16 de abril de 1800 – Cannstatt, 12 de noviembre de 1879) fue un ortopedista alemán, conocido por sus estudios sobre la poliomielitis, enfermedad que fue el primero en describir en un informe médico y el primero en reconocer como entidad clínica. En honor a él y a Karl Oskar Medin también se la denomina enfermedad de Heine-Medin.
Heine estudió lenguas clásicas y teología antes de dedicarse a la medicina, decisión en la que influyó su tío, Johann Georg Heine, propietario de un hospital ortopédico en Wurzburgo. Tras doctorarse en 1827, abrió una clínica ortopédica en Cannstatt, cerca de Stuttgart, de la que fue director hasta 1865. En ella se atendían a pacientes de toda Europa.
Heine se dedicó principalmente al estudio de la escoliosis, el pie zambo y la parálisis de las extremidades. En sus terapias también utilizaba los baños con aguas minerales y la gimnasia.
De su matrimonio con Henriette Ludovike Camerer (1807-1884), con quien se casó en 1831, nació el cirujano Carl Wilhelm Heine (1838-1877).

## Biografía
El padre de Heine era posadero y sacristán en Lauterbach. De joven quería ser clérigo. A los 22 años aprobó el examen de fin de estudios en Rottweil. En 1823 marchó a Wurzburgo, donde su tío Johann Georg Heine dirigía una clínica ortopédica. Jakob Heine estudió medicina, al tiempo que se formaba en la técnica de los aparatos ortopédicos con su tío, y en 1827, tras cuatro años, completó sus estudios con un doctorado. Posteriormente realizó un bienio de prácticas en el departamento de patología del Juliusspital. En 1829 obtuvo en Tubinga la habilitación para el ejercicio de la medicina.

### Médico y director de clínica en Cannstatt

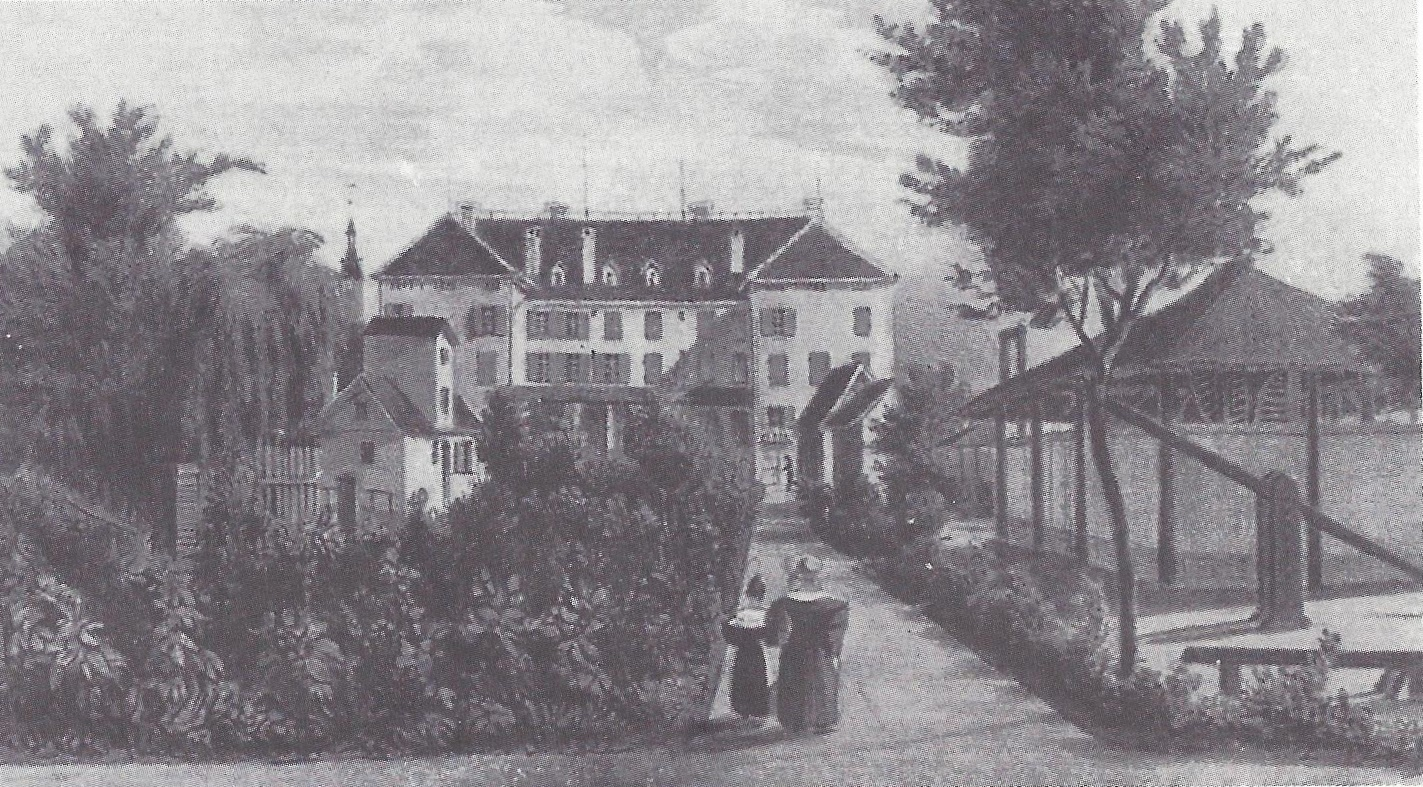
Clínica ortopédica de Heine en Cannstatt

Jakob abandonó Wurzburgo en 1829 y abrió una consulta especializada como ortopedista en Cannstatt. Tuvo tanto éxito que ya en 1830 fue nombrado ciudadano honorario de dicha localidad. Heine fundó la primera clínica ortopédica de Wurtemberg en una casa que él mismo había comprado y ampliado, donde pronto trató a pacientes de toda Europa. Se especializó en las curvaturas de la columna vertebral, los pies zambos y las parálisis de brazos y piernas. Además del tratamiento ortopédico con aparatos, también recurría para sus terapias a la gimnasia y a los baños en las aguas minerales de Cannstatt (hoy Bad Cannstatt). En 1831 se casó con Henriette Ludovike Camerer (1807-1884), y uno de sus hijos fue el cirujano Carl Wilhelm Heine (1838-1877).

### Descubrimiento de la parálisis infantil espinal

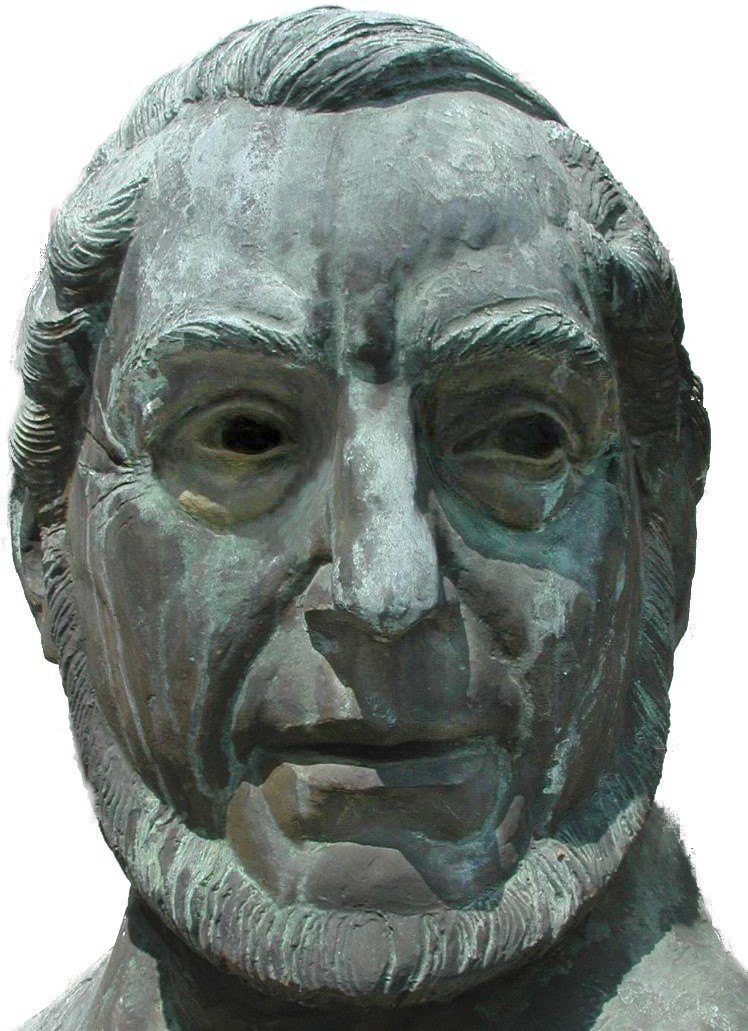
Busto de bronce de Jakob Heine en Warm Springs

Cuando era médico asistente en Wurzburgo, Heine ya mostraba interés por las enfermedades de las articulaciones y los huesos. En Cannstatt prosiguió sus investigaciones en este campo y en 1840 publicó en Stuttgart un libro titulado "Observaciones sobre los estados paralíticos de las extremidades inferiores y su tratamiento" (Beobachtungen über Lähmungszustände der unteren Extremitäten und deren Behandlung). En su segunda edición de 1860, dio a lo que describió el nombre de "parálisis infantil espinal" (Spinale Kinderlähmung), lo que le convierte en el descubridor de la enfermedad de la poliomielitis. Su busto de bronce puede verse en Warm Springs (Georgia, Estados Unidos), en el Salón de la Fama de la Polio, entre otras personalidades destacadas relacionadas con la enfermedad, como el presidente estadounidense Franklin D. Roosevelt.
El médico e investigador sueco Karl Oskar Medin (1847-1927), que reconoció el carácter epidémico de la enfermedad, recurrió a los hallazgos de Heine. Por ello, la poliomielitis también recibe el nombre de enfermedad de Heine-Medin.

### Últimos años

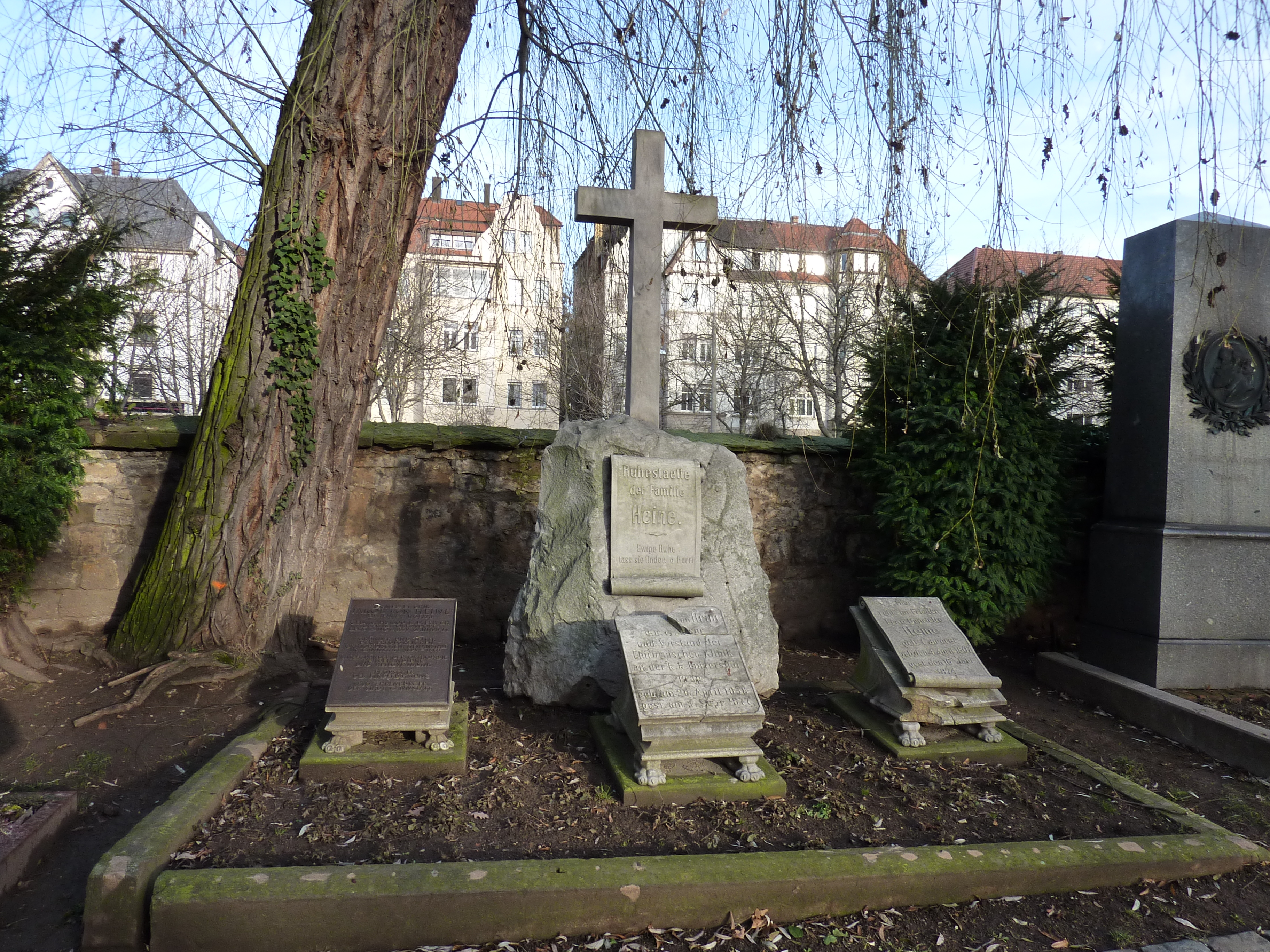
Tumba de la familia Heine en el cementerio de Uff

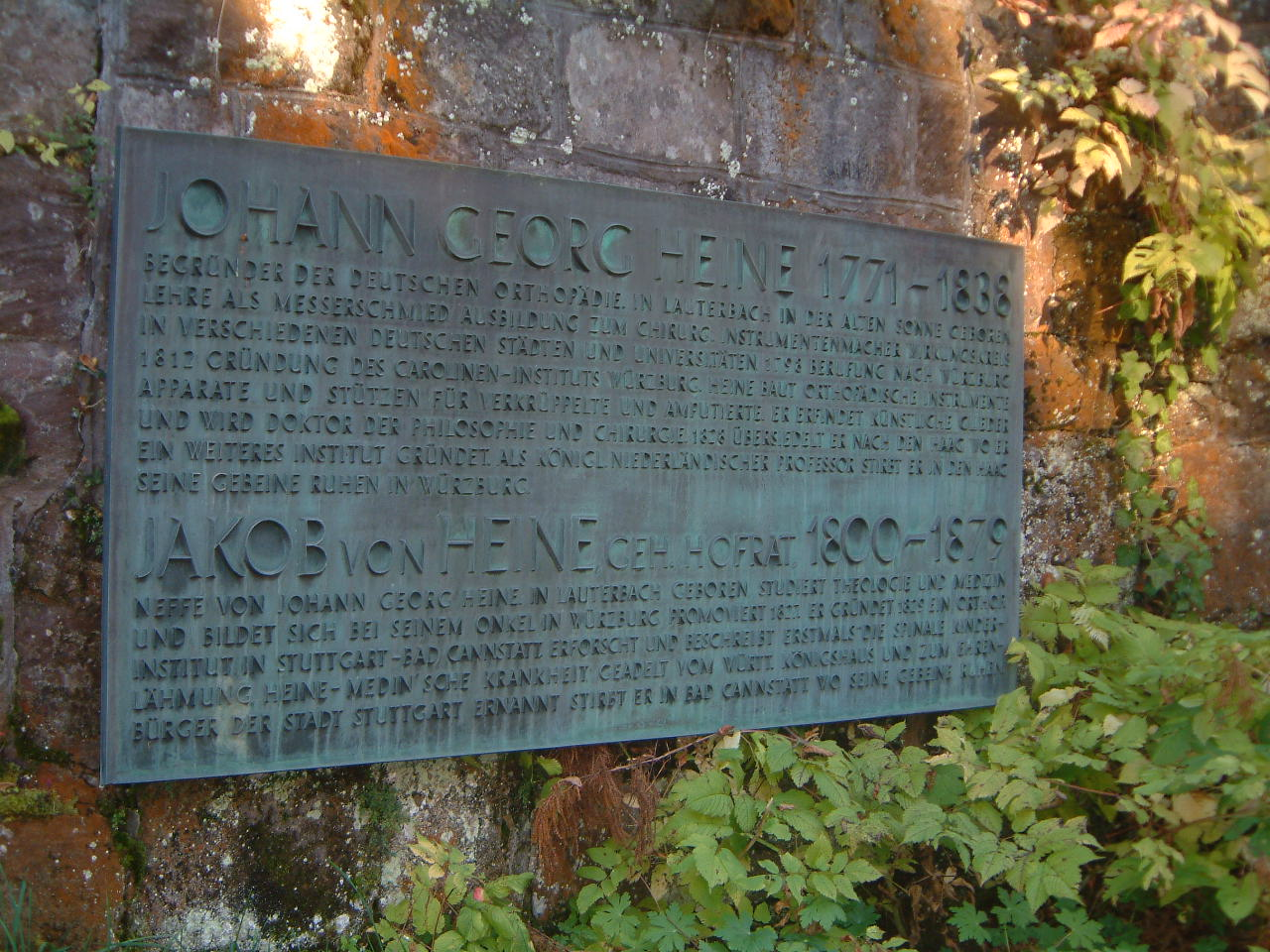
Placa conmemorativa en honor a Johann Georg y Jakob Heine en Lauterbach

Jakob Heine se retiró en 1865. Como no encontró a nadie que le sucediera, éste fue también el fin de la clínica ortopédica. Murió a los 79 años y fue enterrado en el cementerio de Uff, en Cannstatt.